# Arthur Dent
Arthur Philip Dent je fiktivní postava komické sci-fi série Stopařův průvodce po Galaxii od Douglase Adamse. Dent je pozemšťan pronásledovaný smůlou, který cestuje vesmírem v županu. Na svých cestách zažívá nejrůznější dobrodružství, která mu vůbec nejsou příjemná. Jedna z těchto nepřijemností je ta, že se mu při každé cestě teleportem nebo časem mění jeho taška. Od třetího dílu si je vědom toho, že do doby, než se dostane na jedno místo, musí přežít. A přesto, že je Země na začátku prvního dílu zničena, se na ni Arthur v dalších dílech vrací.